# Nombre wiccano
El nombre wiccano es un nombre secundario para uso religioso adoptado a menudo por practicantes de Wicca. El nombre mágico es adoptado para proteger la privacidad del practicante (especialmente de aquellos que están en el llamado "broom closet"), como una expresión de devoción religiosa o como parte de un ritual de iniciación. La idea de usar un nombre alternativo para intentar desarrollar una persona diferente no es exclusivo de los paganos: la adopción de Samuel Clemens del nombre Mark Twain ha sido descrita como la adopción de un nombre mágico. Antes del "renacimiento" del paganismo, pseudónimos similares fueron utilizados por escritores de grimorios tales como El Libro de Abramelin, atribuido al rabí Yaakov Moelin.
En algunas tradiciones de la Wicca, tales como la gardneriana y la alejandrina los nombres mágicos son adoptados por su simbolismo. Los nombres mágicos son guardados cuidadosamente y usados solo entre miembros del mismo coven. Algunos wiccanos usan dos nombres mágicos diferentes: uno con el público general (la comunidad pagana) y otro usado solo con sus compañeros o compañeras de coven. Los wiccanos que escogen esconder su religión para evitar la discriminación religiosa pueden usar un nombre de brujo(a) para cuando hablan a la prensa. El uso de nombres mágicos en la Wicca y otras religiones neopaganas es cada día más común.

## Nombres mágicos de personas reconocidas
Ejemplos de nombres mágicos de wiccanos famosos y otros brujos o brujas neopaganos:
- Dafo - la iniciadora de Gerald Gardner, se piensa que sea Edith Woodford-Grimes.
- Scire - Gerald Gardner
- Ameth - Doreen Valiente, primera Gran Sacerdotisa de Gardner.
- Dayonis (nombre real desconocido) quien reemplazó a Ameth como Suma Sacerdotisa de Gardner.
- Thelema - Patricia Crowther
- Artemis - Eleanor Bone
- Tanith - Lois Bourne
- Robert - Fred Lamond
- Olwen y Loic - Monique y Campbell 'Scotty' Wilson
- Robat - Raymond Buckland, iniciado por Olwen y responsable por llevar la Wicca del Reino Unido a Estados Unidos.
- Verbius - Álex Sanders
- Silver RavenWolf - Jenine E. Trayer
- Zsuzsanna Budapest - ZsuZsanna Ernese Moukesay
- Starhawk - Miriam Simos
- Nan-yu - Edgar Hällen, escritor de 'Disipando las nieblas del destino: guía elemental de las artes adivinatorias comunes'

## Lecturas relacionadas
- McFarland, Phoenix. "The Complete Book of Magical Names" (Libro Completo de Nombres Mágicos (2002), Llewellyn. ISBN 1-56718-251-8
- Seims, Melissa. "A Wica Family Tree" (Un árbol familiar Wica).